# Зелёное (Белопольский район)
Зелёное (укр. Зелене) — село, Коршачинский сельский совет,
Белопольский район, Сумская область, Украина.
Код КОАТУУ — 5920684403. Население по переписи 2001 года составляло 113 человек.

## Географическое положение
Село Зелёное находится между рекой Вир и ручьём Крыга. На расстоянии в 0,5 км расположено село Синяк. По селу протекает пересыхающий ручей с запрудой. Рядом проходит автомобильная дорога Т-1904.